# Irakli Labadze
Irakli Labadze (Tbilisi, 9 de junho de 1981) é um ex-tenista profissional georgiano.

## ITF Títulos

### Simples (9)
| Legend (Singles)       |
| Grand Slam (0)         |
| Tennis Masters Cup (0) |
| ATP Masters Series (0) |
| ATP Tour (0)           |
| Challengers (9)        |

| N. | Data | Torneio         | Piso    | Oponente               | Placar           |
| 1. | 2000 | Furth           | Saibro  | Daniel Elsner          | 6–4, 6–4         |
| 2. | 2001 | Birmingham      | Saibro  | James Blake            | 6–2, 6–3         |
| 3. | 2001 | Bucareste       | Saibro  | Emilio Benfele Álvarez | 6–4, 6–2         |
| 4. | 2002 | Brest           | Carpete | Paradorn Srichaphan    | 6–4, 7–5         |
| 5. | 2002 | Kiev            | Saibro  | Gorka Fraile           | 6–0, 4–6, 6–4    |
| 6. | 2003 | Kiev            | Saibro  | Petr Kralert           | 6–1, 6–2         |
| 7. | 2003 | St. Jean de Luz | Duro    | Fabrice Santoro        | 1–6, 7–6(4), 6–4 |
| 8. | 2003 | Dnepropetrovsk  | Duro    | Harel Levy             | 6–3, 3–6, 6–1    |
| 9. | 2005 | Biella          | Duro    | Carlos Berlocq         | 7–6(4), 6–0      |

### Duplas (3 finais)
| N. | Data | Torneio                | Piso     | Parceiro      | Oponente                           | Placar       |
| 1. | 2001 | Sopot, Polônia         | Saibro   | Attila Sávolt | Paul Hanley Nathan Healey          | 7–6(10), 6–2 |
| 2. | 2001 | St. Petersburg, Rússia | Duro (i) | Marat Safin   | Denis Golovanov Yevgeny Kafelnikov | 7–5, 6–4     |
| 3. | 2002 | St. Petersburg, Rússia | Duro (i) | Marat Safin   | David Adams Jared Palmer           | 7–6(8), 6–3  |